# Merville (Haute-Garonne)
Merville (okzitanisch: Mervila) ist eine französische Gemeinde mit 6640 Einwohnern (Stand: 1. Januar 2022) im Département Haute-Garonne in der Region Okzitanien. Sie gehört zum Arrondissement Toulouse und gehört zum Kanton Léguevin. Die Einwohner werden Mervillois und Mervilloises genannt.

## Lage
Merville wird im Osten von der Garonne und im Nordwesten von der Save begrenzt und liegt etwa 21 Kilometer nordwestlich von Toulouse. Umgeben wird Merville von den Nachbargemeinden Grenade im Norden und Nordosten, Saint-Jory im Nordosten und Osten, Gagnac-sur-Garonne und Seilh im Südosten, Aussonne im Süden, Daux im Südwesten, Montaigut-sur-Save im Westen und Larra im Nordwesten.

## Geschichte
Verbunden ist die Frühzeit der Gemeinde mit der Abtei Notre-Dame-de-la-Capelle, die 1143 gegründet und 1570 komplett durch die Gabriel de Lorges geschleift wurde.

### Bevölkerungsentwicklung
| Jahr                       | 1962 | 1968 | 1975 | 1982 | 1990 | 1999 | 2006 | 2016 | 2020 |
| Einwohner                  | 914  | 1053 | 1365 | 1929 | 2289 | 2796 | 3707 | 4864 | 6241 |
| Quellen: Cassini und INSEE |      |      |      |      |      |      |      |      |      |

## Sehenswürdigkeiten
- Schloss Merville, errichtet von 1743 bis 1759, seit 1987 als Monument historique klassifiziert
- Schloss Baillard aus dem 19. Jahrhundert, Park, Fassaden und Dächer seit 1991 als Monument historique eingeschrieben
- Kirche Saint-Saturnin
- Taubenschlag

## Persönlichkeiten
- Jean-Pierre Castillon (1828–1885), Bischof von Dijon, geboren in Merville

## Gemeindepartnerschaft
Mit der italienischen Gemeinde Bergantino in der Provinz Venedig besteht eine Partnerschaft.

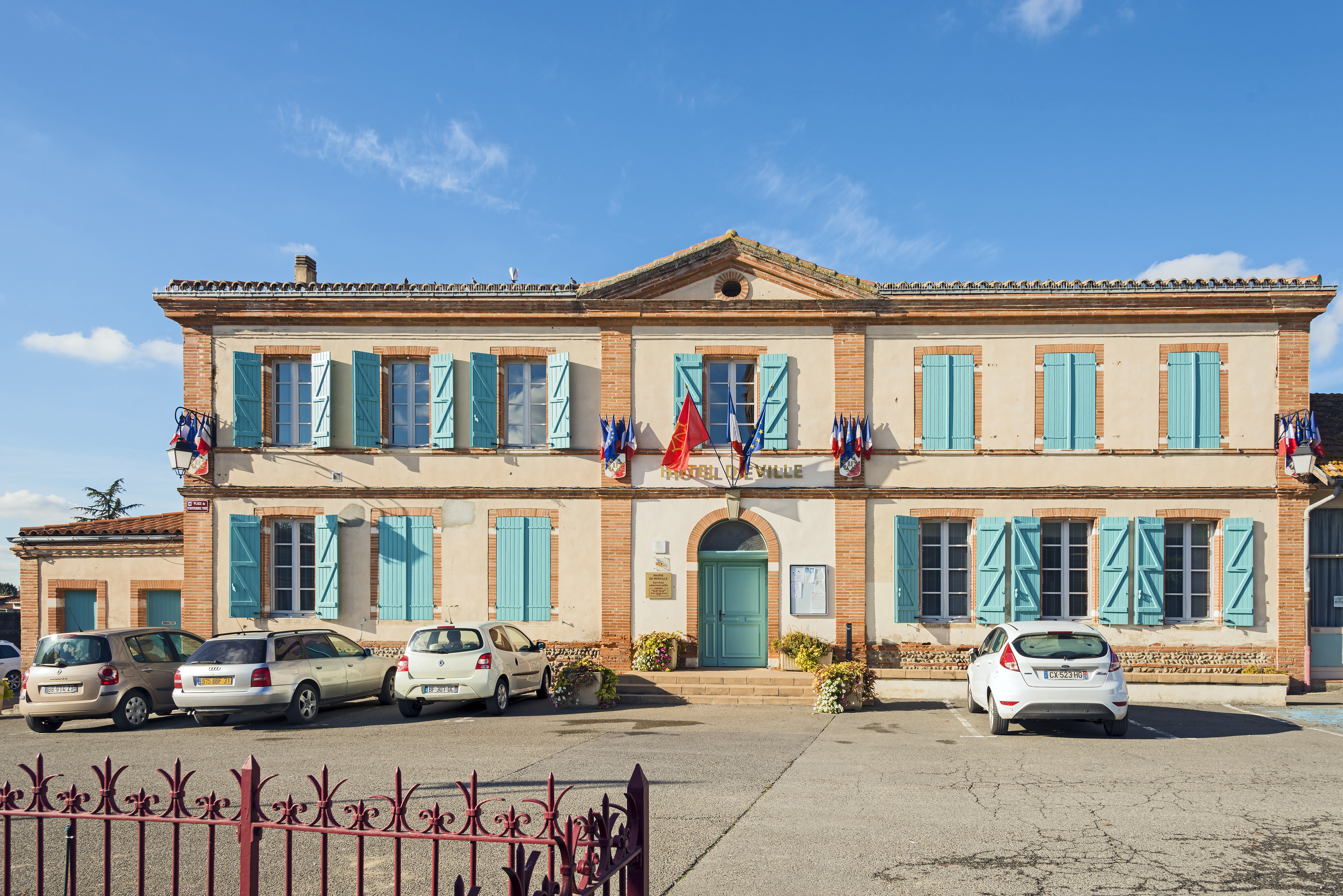
Rathaus (Hôtel de ville)
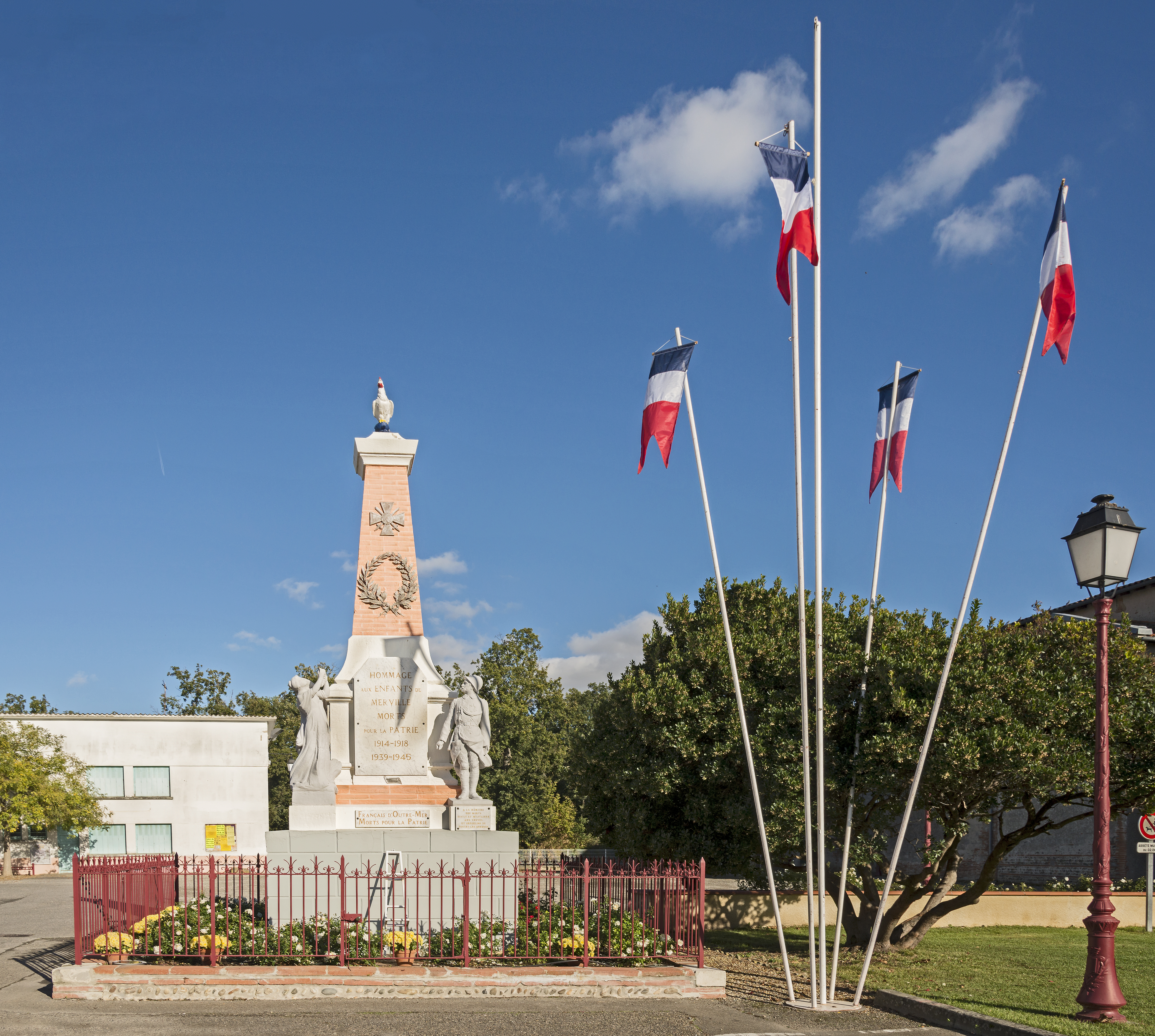
Kriegerdenkmal
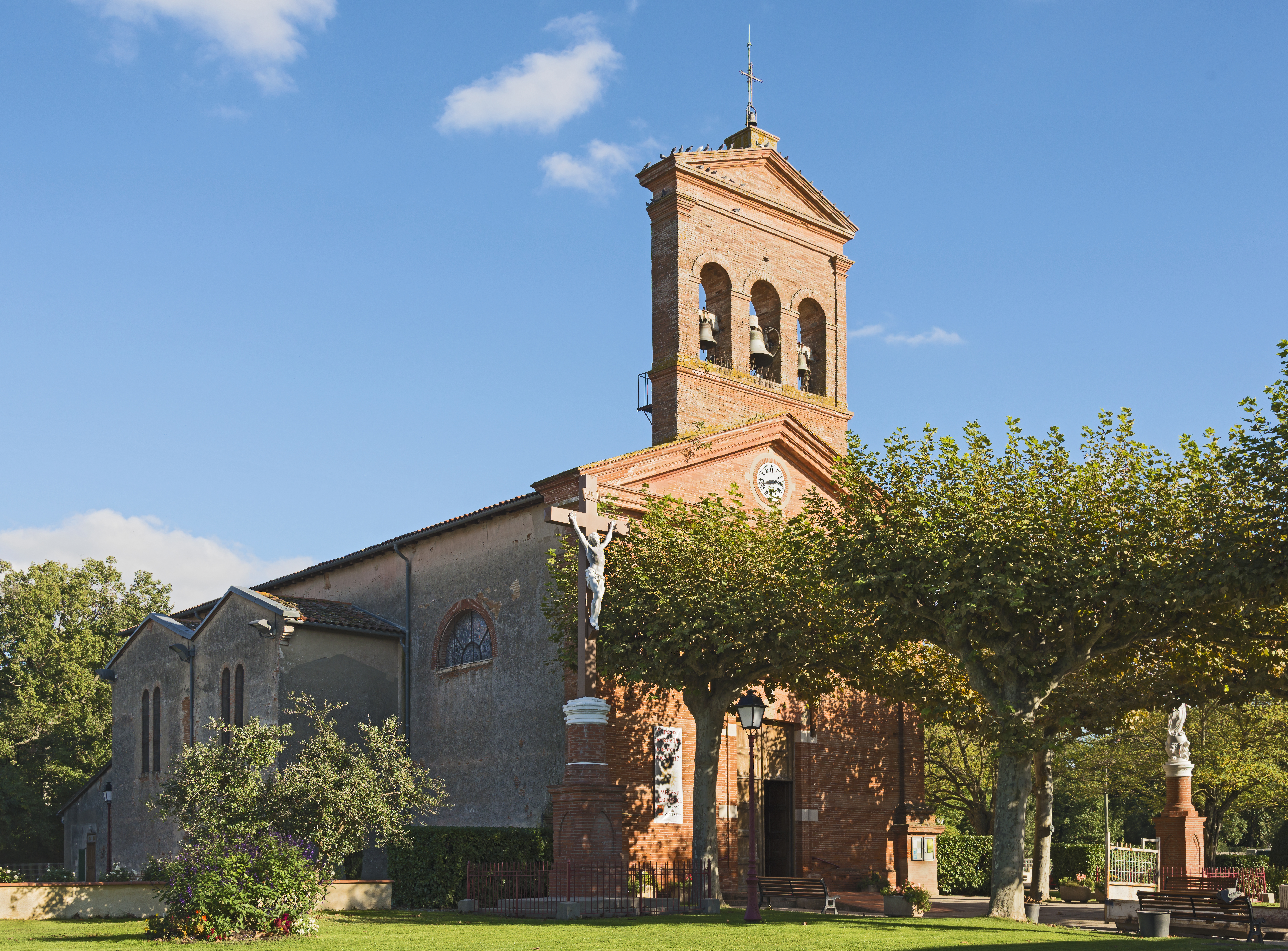
Kirche
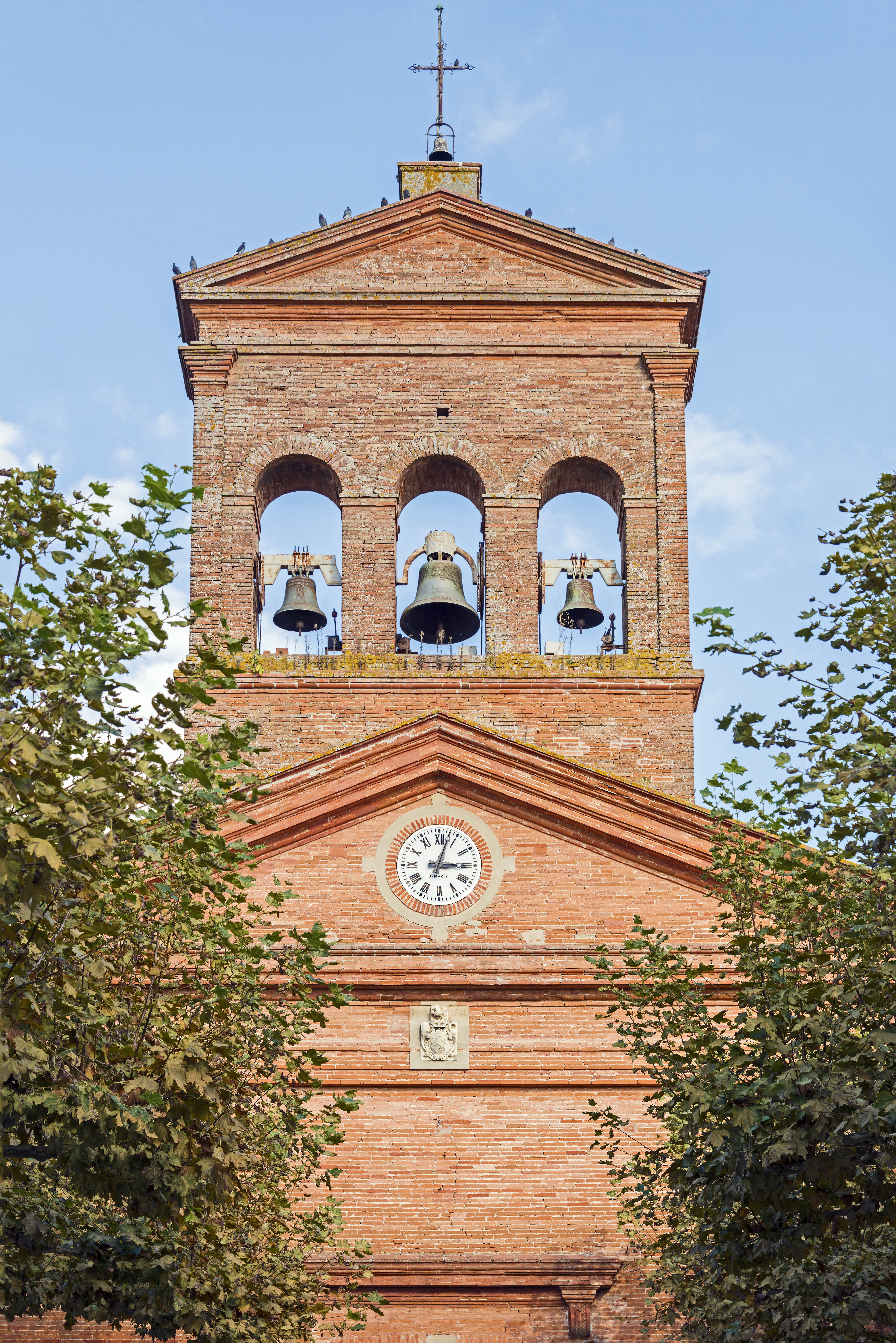
Glocken- giebel
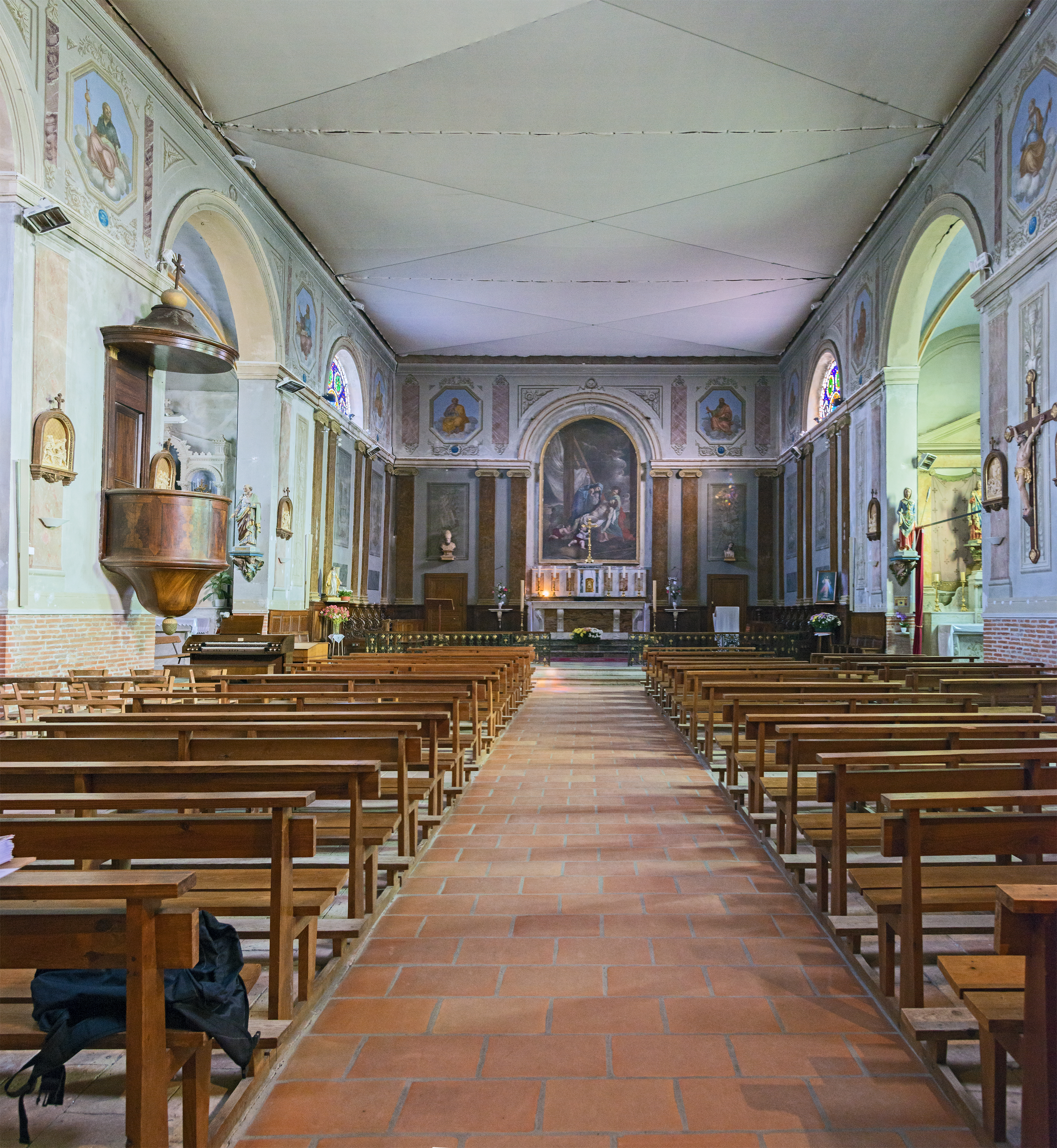
Kirchenschiff
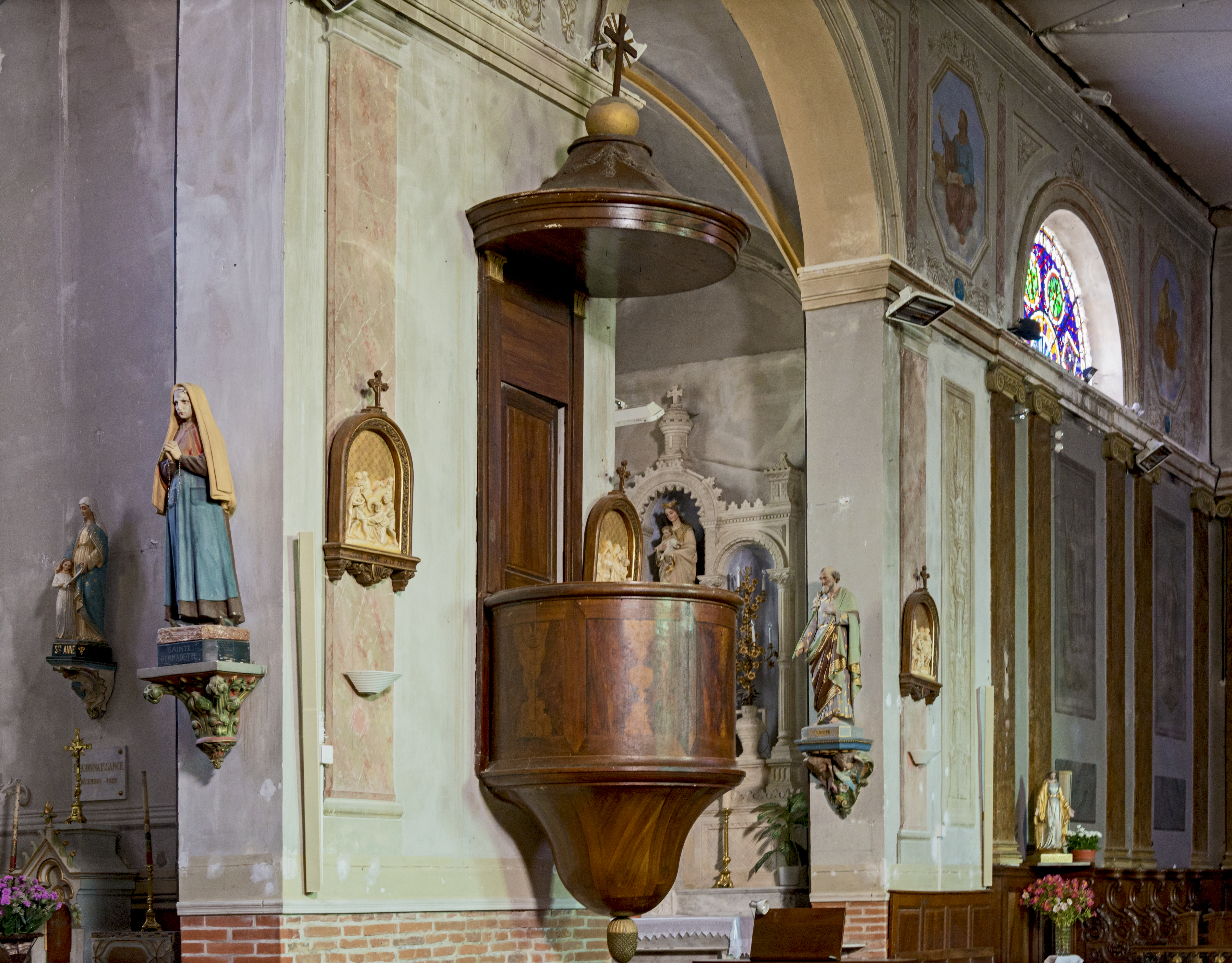
Kanzel
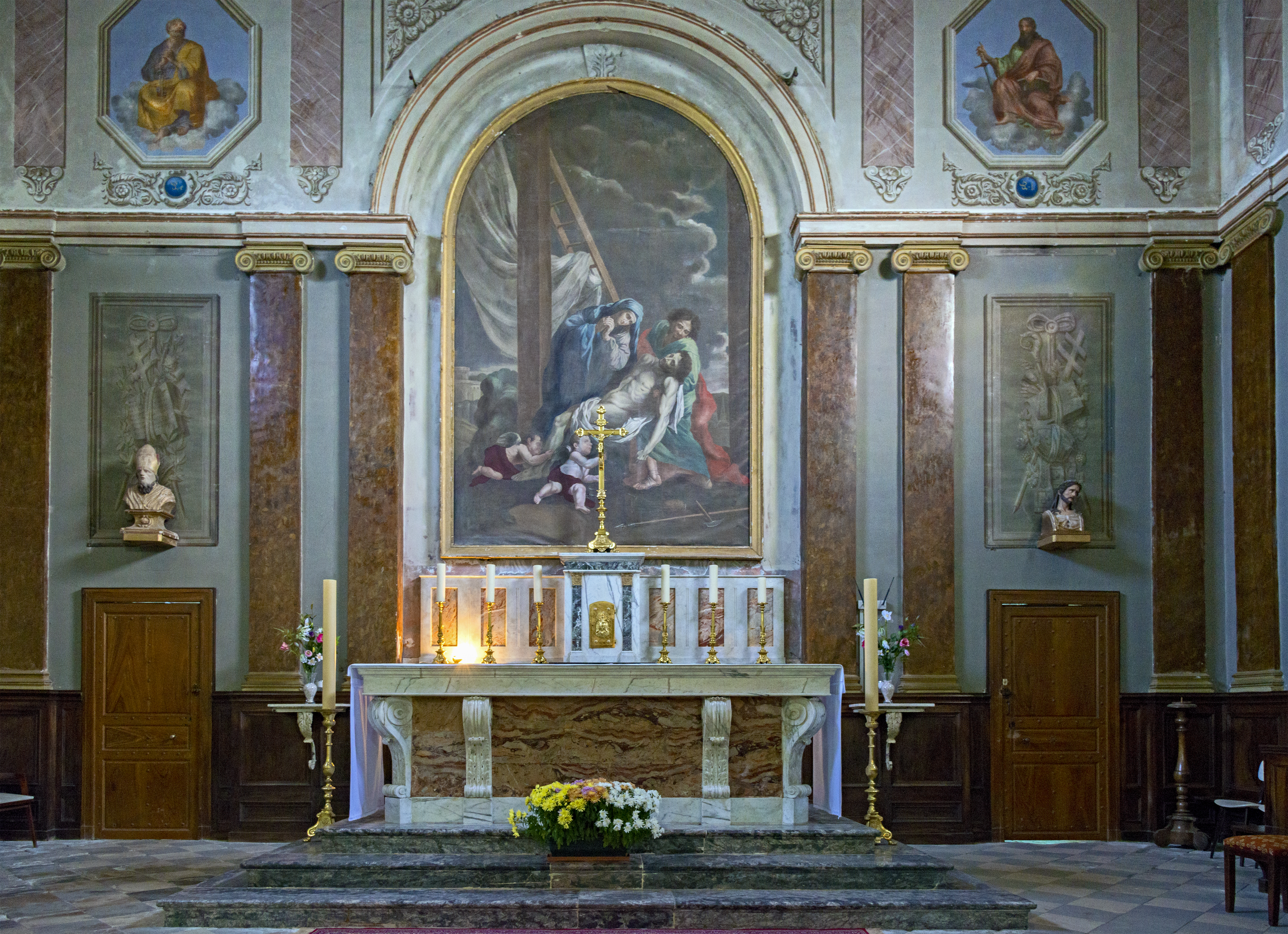
Altar
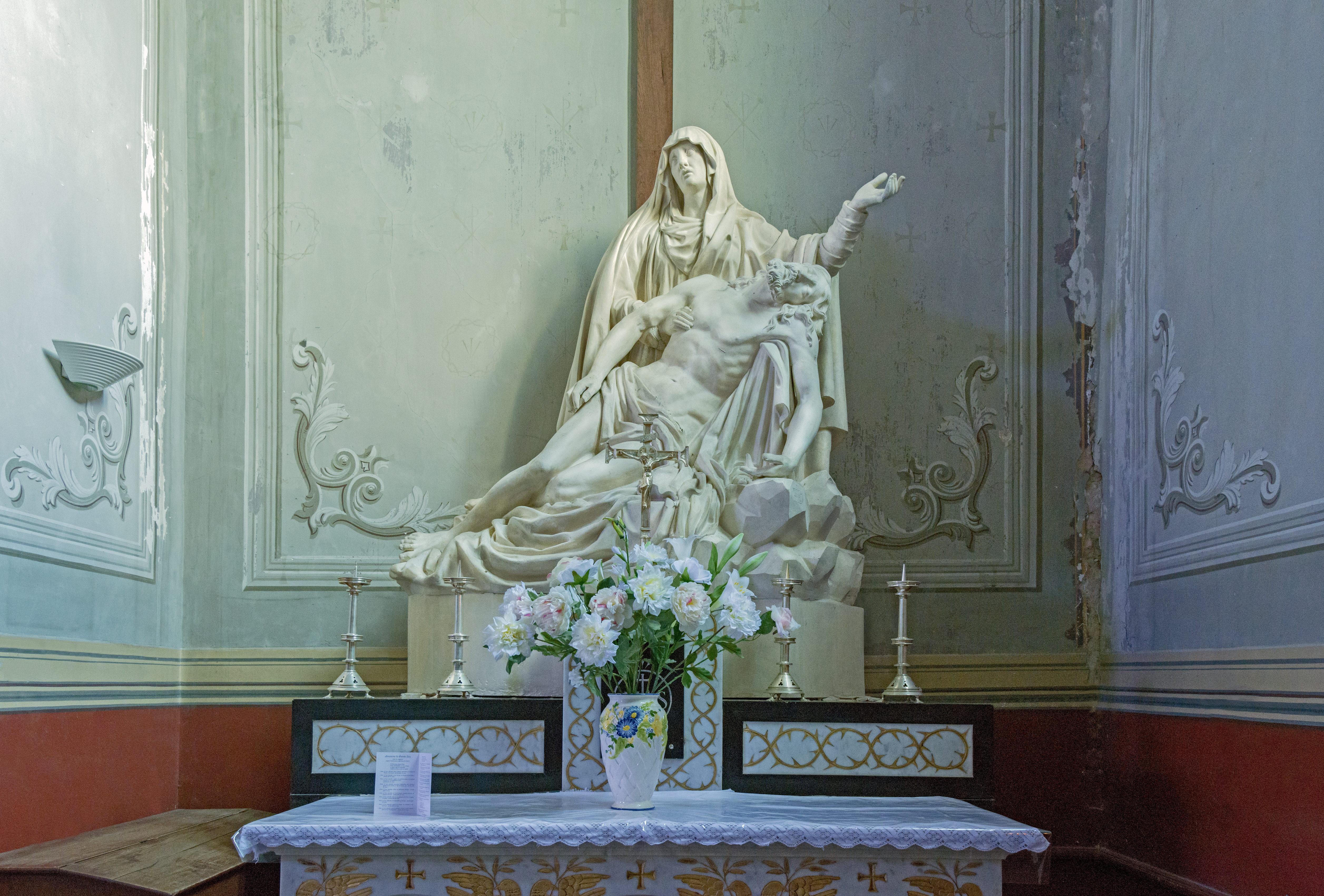
Kapelle der Pietà